# James A. O’Leary

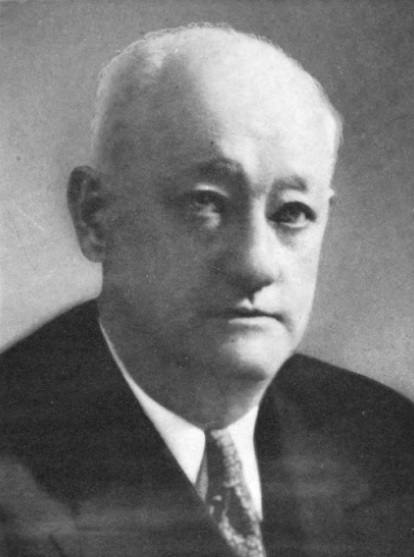
James A. O’Leary

James Aloysius O’Leary (* 23. April 1889 in New Brighton, New York; † 16. März 1944 in West New Brighton, New York) war ein US-amerikanischer Politiker. Zwischen 1935 und 1944 vertrat er den Bundesstaat New York im US-Repräsentantenhaus. Der Kongressabgeordnete Vito John Fossella junior ist sein Urenkel.

## Werdegang
James Aloysius O’Leary besuchte die St. Peter’s Academy, die Augustinian Academy und das Westerleigh Collegiate Institute, alle auf Staten Island. Während er Immobilien- und Versicherungsgeschäften nachging, studierte er Jura. Er begann 1917 eine Beschäftigung bei der North Shore Ice Co. an. Zwischen 1920 und 1934 war er dort als Geschäftsführer (general manager) und Vizepräsident tätig. Er hielt auch Ämter in zahlreichen anderen Unternehmen auf Staten Island. 1930 kandidierte er erfolglos für die Nominierung in den Senat von New York. Politisch gehörte er der Demokratischen Partei an.
Bei den Kongresswahlen des Jahres 1934 wurde er im elften Wahlbezirk von New York in das US-Repräsentantenhaus in Washington, D.C. gewählt, wo er nach dem 4. Januar 1935 die Nachfolge von Anning Smith Prall antrat. Er wurde vier Mal in Folge wiedergewählt, starb allerdings während seiner letzten Amtszeit am 16. März 1944 in West New Brighton. Sein Leichnam wurde auf dem St. Peter’s Cemetery beigesetzt. Als Kongressabgeordneter hatte er den Vorsitz über das Committee on Expenditures in den Executive Departments (76. bis 78. Kongress).